# Wilfred Iwan
Wilfred D. Iwan (Pasadena, 21 de maio de 1935) é um engenheiro civil estadunidense.
Em 1997 recebeu a Medalha Nathan M. Newmark e em 2013 a Medalha Theodore von Karman. É membro da Academia Nacional de Engenharia dos Estados Unidos (1999).